# Обухова, Лидия Алексеевна
Ли́дия Алексе́евна Обухова (17 августа 1924 — 26 апреля 1991) — русская советская писательница. Член Союза писателей СССР (1956), автор романов «Глубынь-городок», «Заноза», повестей «Любимец века», «Лилит» и книги путешествий «Прекрасные страны». Её произведения издавались более чем на 30 языках. Награждена орденом «Знак Почёта» и медалью «За отличие в охране государственной границы СССР».

## Биография
Родилась в Кутаиси в семье актёров. После смерти отца была удочерена отчимом, офицером-пограничником. Из-за постоянных разъездов семьи училась в разных школах. Жила на Кавказе, Украине, в Средней Азии, Поволжье и Белоруссии. В 1940 году окончила среднюю школу № 10 города Витебска.
Великая Отечественная война застала Лидию Обухову в Литве, на границе Советского Союза. Всю войну она провела в фашистском концлагере (как дочь пограничника).
После окончания войны окончила Литературный институт им. А. М. Горького (1951).
Член СП СССР (1956). Награждена орденом «Знак Почёта».
Похоронена на Миусском кладбище.

### Семья
Первый муж — Владилен Михайлович Травинский (1934—1974), писатель, ответственный секретарь журнала «Звезда».

## Творчество
Печататься начала в 1940-х годах. Началом литературной деятельности Лидии Обуховой можно считать 1946 год, когда в газете «Советская Клайпеда» был опубликован ряд её очерков и рассказов, хотя юношеское стихотворение Лидии Обуховой появилось в печати, когда ей было 14 лет («Затейник», 1938, № 12). Первое прозаическое произведение, обратившее на себя внимание критики, — повесть «Глубынь-городок» (1955), написанная по результатам творческих командировок Лидии Обуховой в Белоруссию в 1953—1954 годах. В дальнейшем поездки по районам Средней России дали материал для романа «Заноза» (1961).
Работала в жанрах исторической новеллы, детской и документальной прозы, фантастики. Написала несколько книг о Юрии Гагарине («Вначале была Земля», «Звёздный сын Земли», «Любимец века», «Как мальчик стал космонавтом»), серию новелл о жизни древних славян, роман о Лермонтове «Избранник».
Заметным явлением в советской фантастике 1960-х годов стала повесть Обуховой «Лилит» (1966) — первое произведение писательницы в жанре фантастики. В повести, содержащей явные отсылки к апокрифическому библейскому мифу, описан контакт инопланетных пришельцев с первобытными людьми Земли. Ряд других фантастических рассказов и повестей Обуховой, относящихся в основном к юмористической фантастике — «Птенцы археоптерикса», «Диалог с лунным человеком», «Дочь Ноя», «Яблоко этого года» — вошли в сборник «Диалог с лунным человеком» (1977).
В 1974 году вышла книга «Витебичи: Исторические новеллы», посвящённая 1000-летию Витебска — серия новелл об истории города, борьбе подпольщиков в годы Великой Отечественной войны, о современности.
Автобиографическое произведение «Барьер памяти» (1988) воскрешает трагические дни Великой Отечественной войны, когда женщины, жёны офицеров границы оказались на временно оккупированной фашистами территории, выжили, сохранили детей и дождались Победы.